# Слатина (Сански Мост)
Слатина је насељено мјесто у општини Сански Мост, Босна и Херцеговина.

## Историја
Слатина је до 1963. године била у саставу општине Љубија.

## Становништво
|        | 2013.       | 1991.       | 1981.        | 1971.        | 1961.        |
| Укупно | 18 (100,0%) | 48 (100,0%) | 150 (100,0%) | 254 (100,0%) | 441 (100,0%) |
| Срби   | 18 (100,0%) | 48 (100,0%) | 149 (99,33%) | 253 (99,61%) | 441 (100,0%) |
| Хрвати | –           | –           | 1 (0,667%)   | 1 (0,394%)   | –            |